# Leandro de Larrinaga Salazar
Leandro de Larrínaga Salazar de la Mina (* Osorno, 1562-† Lima, 1624), fue un abogado y político criollo colonial. 

## Biografía
Hijo del capitán Juan de Larrinaga Salazar y Francisca de la Mina y Medel. Tempranamente establecido en Lima (1564), cursó estudios en la Universidad de San Marcos, hasta optar el grado de Doctor en Leyes y Cánones (1585). Recibido de Abogado ante la Real Audiencia, fue el primer criollo a quien se otorgó este título. 
Interinamente atendió durante un año la cátedra de Leyes (1585), luego la de Prima de Sagrados Cánones, y finalmente se le otorgó la de Instituta (14 de noviembre de 1589). Llegó a ser decano de la Facultad de Cánones (1599), dos veces rector del Colegio Mayor de San Felipe y San Marcos, y cinco veces rector de la Universidad (1599-1600, 1603-1604, 1609-1610 y 1619-1621).
En su profesión, se desempeñó como abogado general de naturales (1601-1604) por nombramiento del virrey Luis de Velasco; asesor del Tribunal de la Santa Cruzada (1604-1608), y asesor del Cabildo de Lima (1609 hasta su muerte).
Nombrado regidor perpetuo, primero en representación de su hijo Juan (1611-1616), y luego a título propio (1618). Fue elegido alcalde de la ciudad (1622). 
Ante la austeridad y la versación que demostrara en los cargos y las comisiones que se le confiaron, el virrey Conde de Monterrey lo tuvo por consejero durante su gobierno (desde 1605); y hasta su muerte lo fue también durante las administraciones del Marqués de Montesclaros, el Príncipe de Esquilache y el Marqués de Guadalcázar. Murió el 5 de noviembre de 1624. Publicó varios alegatos jurídicos pertinentes a las causas cuyo patricinio asumió.

## Matrimonio y descendencia
En 1586, contrajo matrimonio en Lima con la criolla Juana Cervera de Rivadeneira y García de Lusa, con quien tuvo a:
- Juan de Larrinaga Salazar y Cervera, Caballero de la Orden de Santiago.
- María de Larrinaga Salazar, casada con el magistrado Juan del Campo Godoy, también rector de la Universidad de San Marcos, con sucesión.
- Luis de Larrinaga Salazar, agustino.
- Bartolomé de Larrinaga Salazar, casado con Mencía de Santillán y Cepeda, cuya descendencia se vincularía al Marquesado de Casares.

| Predecesor: Pedro Muñiz de Molina    | Rector de la Universidad de San Marcos 1599 - 1600 | Sucesor: Juan Velásquez de Ovando    |
| Predecesor: Miguel de Salinas        | Rector de la Universidad de San Marcos 1603 - 1604 | Sucesor: Miguel de Salinas           |
| Predecesor: Fernando de Guzmán       | Rector de la Universidad de San Marcos 1609 - 1610 | Sucesor: Feliciano de Vega y Padilla |
| Predecesor: Baltazar de Padilla      | Rector de la Universidad de San Marcos 1619 - 1621 | Sucesor: Feliciano de Vega y Padilla |
| Predecesor: José de Ribera y Dávalos | Alcalde ordinario de Lima Primer voto 1622         | Sucesor: Luis Fernández de Córdoba   |